# Yokohama DeNA BayStars
 (septembre 2020).
Si vous disposez d'ouvrages ou d'articles de référence ou si vous connaissez des sites web de qualité traitant du thème abordé ici, merci de compléter l'article en donnant les références utiles à sa vérifiabilité et en les liant à la section « Notes et références ».
Les Yokohama DeNA BayStars (横浜DeNAベイスターズ, Yokohama Dienuei Beisutāzu) sont une équipe japonaise de baseball évoluant dans la Central League. Fondée en 1950 sous le nom de Taiyo Whales (1950–1952, 1955–1977), cette franchise changea plusieurs fois de nom : Shochiku Robins (1950–1952), Taiyo-Shochiku Robins (1953–1955), Yokohama Taiyo Whales (1978–1992), Yokohama BayStars (1993-2011), puis Yokohama DeNA BayStars après l'acquisition de la franchise par la société DeNA (depuis 2012).

## Palmarès
- Champion du Japon : 1960, 1998

## Liste des entraineurs successifs
- 1950 Tairiku Watanabe
- 1951 Haruyasu Nakajima et Giichi Arima
- 1952-53 Tokuro Konishi
- 1954 Takeo Nagasawa
- 1955 Isamu Fujii
- 1956-58 Masami Sakohata
- 1959  Shigeo Mori
- 1960 Osamu Mihara et Takeshi Miyazaki
- 1961-65 Osamu Mihara
- 1966 Osamu Mihara et Takeshi Miyazaki
- 1967 Osamu Mihara et Kaoru Betto
- 1968-71 Kaoru Betto
- 1972 Kaoru Betto et Noboru Aota et Takeshi Miyazaki
- 1973 Noboru Aota
- 1974 Takeshi Miyazaki
- 1975-76 Noboru Akiyama
- 1977-79 Kaoru Betto
- 1980 Kiyoshi Doi
- 1981 Kiyoshi Doi et Toshihide Yamane
- 1982-84 Jyunzou Sekine
- 1985-86 Sadao Kondoh
- 1987-89  Takeshi Koba
- 1990-91 Yutaka Sudoh
- 1992 Yutaka Sudoh et Akira Ejiri
- 1993-95 Akihito Kondoh
- 1996-97 Akihiko Ohya
- 1998-2000 Hiroshi Gondoh
- 2001  Masaaki Mori
- 2002  Masaaki Mori et Yukinobu Kuroe
- 2003-04 Daisuke Yamashita
- 2005-06  Kazuhiko Ushijima
- 2007-08 Akihiko Ohya
- 2009  Akihiko Ohya et Tomio Tashiro
- 2010-11 Takao Obana
- depuis 2012 Kiyoshi Nakahata